# Francis Conyngham
Francis Nathaniel Conyngham (11 juin 1797 – 17 juillet 1876) est un soldat, un courtisan et un homme politique anglo-irlandais.

## Biographie
Né à Dublin, il est le deuxième fils du général Henry Conyngham (1er marquis Conyngham) et Elizabeth Conyngham (en), fille de Joseph Denison et frère de Henry, comte de Mount Charles et de Albert Conyngham. Il fait ses études au Collège d'Eton. Il est connu comme Lord Francis Conyngham en 1816 quand son père est créé marquis Conyngham et porte le titre de courtoisie de comte de Mount Charles en 1824 sur la mort prématurée de son frère aîné .

## Carrière politique
il est élu au Parlement pour Westbury en 1818, poste qu'il occupe jusqu'en 1820 , et représente plus tard le Donegal (succédant à son frère aîné décédé, le comte de Mount Charles) entre 1825 et 1831 ,. Il sert sous les ordres du comte de Liverpool en tant que sous-secrétaire d'État aux Affaires étrangères entre 1823 et 1826 et sous Liverpool, George Canning, Lord Goderich et le duc de Wellington en tant que Lord du Trésor entre 1826 et 1830. En 1832, il succède à son père comme marquis et entre à la Chambre des lords .
En juillet 1834, Lord Conyngham rejoint le gouvernement whig de Lord Melbourne en tant que ministre des Postes, poste qu'il conserve jusqu'à la chute du gouvernement en décembre de la même année. Il occupe brièvement le même poste entre avril et mai 1835 . Le dernier mois, il est admis au Conseil privé et nommé Lord Chambellan. Il reste à ce poste jusqu'en 1839  lorsque son beau-frère, le comte d'Uxbridge, lui succède.
Lord Conyngham est également vice-amiral d'Ulster entre 1849 et 1876 et Lord Lieutenant de Meath entre 1869 et 1876. Il est fait chevalier grande croix de l'ordre de Hanovre en 1830  et chevalier de l'ordre de Saint-Patrick en 1833.

## Carrière militaire
Le 21 septembre 1820, il achète une commission de cornette dans le 22e Light Dragoons mais cette nomination n'a pas eu lieu. Il est remplacé par son frère, Lord Albert Conyngham, après avoir été nommé, sans achat, cornette et sous-lieutenant au 2e régiment de gardes du corps le 23 avril 1821. Le 24 octobre 1821, il achète une lieutenance dans les 9e Light Dragoons. Le 13 décembre, il échange la demi-solde du 9e Light Dragoons contre le 1er régiment de lifegards. Il échange à nouveau le 3 avril 1823 avec les 17e Light Dragoons et achète une capitainerie non attachée le 12 juin 1823. Il entre dans le Ceylon Regiment et achète une charge de major non attachée le 2 octobre 1827. Il est devenu major général en 1858, Lieutenant général en 1866 et général à part entière en 1874 .

## La famine en Irlande
Il est un propriétaire absent en Irlande; notamment dans le comté de Donegal (couvrant Glenties, Arranmore et la majeure partie de la baronnie de Boylagh) en Ulster. Il montre peu d’intérêt pour les domaines qu’il y revendiquait. Selon Thomas Campbell Foster dans un rapport publié en 1845 par le journal The Times of London, intitulé "Commissaire chargé de rendre compte de la situation du peuple irlandais", il aurait visité la région une fois dans sa vie pendant quelques jours. Il a embauché John Benbow, un député anglais, en tant qu'agent principal, qui se rendait compte une fois par an, avec des sous-agents qui percevaient le loyer des locataires tous les six mois .
La pauvreté étant particulièrement grave dans les domaines de Burton-Conyngham, la Grande Famine en Irlande de 1845–1852 est terrible pour ses locataires. Ils ont survécu grâce à un régime alimentaire composé de pommes de terre et d’eau, en raison de la hausse constante des loyers, et ceux d’Arranmore vivaient avec des algues une partie de l’année. Comprenant l’ensemble du comté de Donegal, et pas seulement les territoires contrôlés par Burton-Conyngham, environ 13 000 Irlandais sont morts des suites de la Faim de 1845-1850 et beaucoup d’autres ont émigré. Burton-Conyngham vend Arranmore en 1847 au spéculateur foncier Walter Chorley de Belfast en 1847 pour 200£. Il est plus impitoyable, en décidant d'expulser tous les sous-locataires, dont beaucoup se sont enfuis à Donegal, tandis que d’autres insulaires ont été expédiés vers les Grands Lacs de l'Amérique du Nord.

## Courtisan

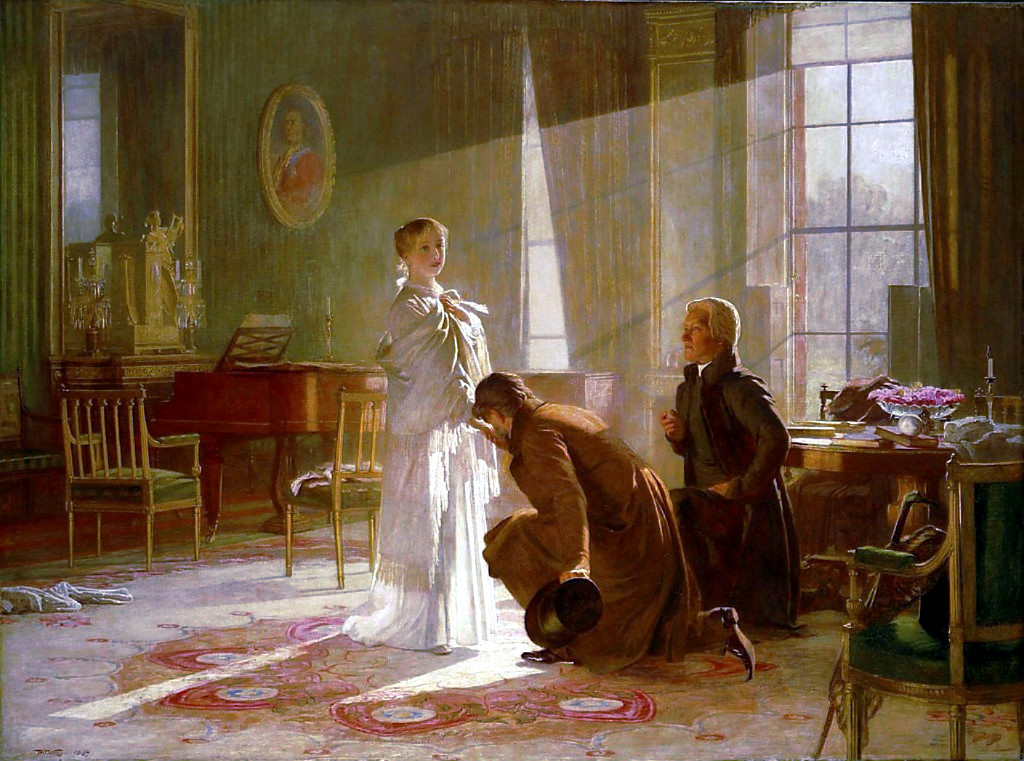
La reine Victoria reçoit la nouvelle de son accession de Lord Conyngham (à gauche) et de l'archevêque de Canterbury

Dans sa jeunesse, Lord Conyngham est un page d'honneur du prince régent (futur George IV). Entre 1820 et 1830, il est un valet de la chambre à coucher et un maître des peignoirs de George IV . En tant que Lord chambellan, avec l'archevêque de Canterbury, ils se rendent au palais de Kensington le 20 juin 1837 à 5 heures du matin pour informer la princesse Victoria qu'elle est désormais reine de Grande-Bretagne et d'Irlande. À la mort de Guillaume IV, il dit à la princesse Victoria qu’elle est la nouvelle souveraine ,.

## Famille
Lord Conyngham épouse Lady Jane Paget, fille de Henry Paget, 1er marquis d'Anglesey, le 23 avril 1824. Ils ont six enfants:
- George Conyngham (3e marquis Conyngham) (1825 – 1882)
- Jane Conyngham (en) (1826 – 1900), épouse Francis Spencer, 2e baron Churchill.
- Frances Caroline Martha Conyngham (1827 – 1898), épouse Gustavus Lambart.
- Elizabeth Georgiana Conyngham (1829-1904), mariée à George Finch-Hatton (11e comte de Winchilsea).
- Cecilia Augusta Conyngham (1831-1877), épouse Theodore Brinckman (2e baronnet) (en).
- Francis Nathaniel Conyngham (1832 – 1880), homme politique.

Lady Conyngham est décédée à Folkestone, dans le Kent, en janvier 1876, à l'âge de 77 ans. Lord Conyngham ne lui survécut que cinq mois et meurt à Londres en juillet 1876, à l'âge de 79 ans, à la suite d'une opération pour lithotomie. Il est remplacé comme marquis par son fils aîné, George .